# Logis de la Baronnie
Le Logis de la Baronnie est situé à Saint-Martin-de-Ré en Charente-Maritime.

## Histoire
L'immeuble est inscrit au titre des monuments historiques par arrêté du 26 décembre 1996.